# Willy Schröder
Willy Schröder (7. března 1912 – 28. září 1990) byl německý atlet, mistr Evropy v hodu diskem z roku 1938.

## Sportovní kariéra
V roce 1936 skončil pátý ve finále olympijského závodů diskařů v Berlíně. O dva roky později se stal mistrem Evropy v této disciplíně. V roce 1935 vytvořil výkonem 53,10 m nový světový rekord v hodu diskem.